# De Harense Smid
De Harense Smid was een Nederlandse winkelketen die consumentenelektronica verkocht.

## Geschiedenis
Oprichter Jan van Schaijik werd in 1827 dorpssmid in het Brabantse Haren (bij Oss). Tot 1960 bleef de kernactiviteit het beslaan van paarden en het repareren van landbouwwerktuigen. De zaak begon te groeien en het aanbod werd steeds groter met onder meer gashaarden, gasfornuizen en fietsen. In de loop van de tijd werd het assortiment flink uitgebreid met witgoed apparaten, elektrisch huishoudelijk en later kwamen daar televisies en audio-apparatuur bij.

### Overnamen
- In 1995 werden 26 van de 31 winkels van de failliete elektronicaketen Van Dijk Groep in Doetinchem overgenomen.
- In 2000 nam de keten De Grote Een in Hengelo over.
- In 2004 werden 22 filialen van de keten Megapool en hun merknaam na een faillissement overgenomen. Deze winkels werden heropend als Harense Smid winkels.
- In 2006 was de Harense Smid genoodzaakt een reorganisatie door te voeren, waardoor er filialen moesten sluiten.
- In 2009 werden zeven filialen van Mikro Electro overgenomen. Daarmee werd ook het complete personeel van die filialen, 45 werknemers, overgenomen door de Harense Smid.
- In maart 2009 werd de website Megapool.nl nieuw leven in geblazen.
- Op 14 juni 2011 werd de keten  Leo van Schaijik Osnabrugge met filialen in Arnhem, Cuijk, Nijmegen, Tiel en Venray overgenomen.

### Sluiting filialen en faillissement
In 2006, twee jaar na de overname van 22 winkels van Megapool, moest de Harense Smid vijftien winkels sluiten wegens tegenvallende resultaten. De meeste winkels die gesloten werden, waren voormalige winkels van Megapool. De reden voor sluiting zou de verslechtering van de markt en toenemende concurrentie zijn geweest. Naast ontslagen in de winkels werd ook op het hoofdkantoor en in distributiecentra personeel ontslagen.
In februari 2013 sloot de Harense Smid alle filialen boven de grote rivieren in Nederland. Oorzaak hiervan was onder meer de financiële crisis en de concurrentie van webwinkels. Het ging om de filialen in Heerenveen, Leeuwarden, Drachten, Groningen Paddepoel, Groningen Centrum, Delfzijl, Assen, Hoogeveen, Emmen, Emmeloord, Bussum, Ede en Zutphen. De sluiting van de winkels kreeg veel media-aandacht, mede vanwege het volgens de vakbonden niet deugende sociaal plan. Er bleven nog 33 winkels over.
Op 1 juli 2013 werd De Harense Smid failliet verklaard en alle circa 450 medewerkers werden ontslagen, behalve de winkel te Veen, daar deze winkel als zelfstandige werkte binnen de formule. Veel medewerkers uit de winkels boven de grote rivieren ontvingen door het faillissement niet de afgesproken ontslagvergoeding. De Harense Smid zou een schuld hebben gehad van 10 tot 12 miljoen euro. Op 1 juli 2013 bleven alle winkels dicht, behalve de winkel te Veen, maar er werd gekeken naar de mogelijkheden voor een doorstart. In de nacht van 1 op 2 juli 2013 bereikte Mikro-Electro, eigenaar van onder andere de winkelformules It's en Mikro-Electro (26 winkels), samen met de voormalige aandeelhouder van de Harense Smid een overeenstemming met de curator. De curator voerde al anderhalve week voor het faillissement het bewind om te zorgen voor een snelle overname en doorstart.

### Doorstart met 25 winkels
Vanaf 2 juli 2013 konden 25 winkels in Nederland weer open vanuit de nieuwe organisatie. Dit waren de winkels in Arnhem, Beneden-Leeuwen, Best, Cuijk, 's-Hertogenbosch, Dongen, Eindhoven, Goirle, Haren, Heerlen, Nijmegen, Nuenen, Rijen, Rosmalen, Schijndel, Sittard, Tiel, Tilburg (Boulevard), Tilburg (Piushaven), Uden, Venray, Waalwijk, Weert en Woensel. 300 medewerkers konden tegen verslechterde arbeidsvoorwaarden weer aan de slag.

### Overname door BCC
Op 18 november 2014 werd bekend dat elektronicaketen BCC per 1 februari 2015 achttien winkels zou overnemen van HiM Retail, de eigenaar van de winkelformules De Harense Smid, Mikro-Electro en It's. De deal hield verder in dat HiM Retail circa tien winkels moest sluiten, omdat zij te veel zouden concurreren met de BCC-winkels. BCC nam circa 150 medewerkers over. Ook de website Megapool en Elektrokoopjes werden aan BCC verkocht.
Circa elf winkels wilde BCC niet overnemen, omdat ze te klein waren of op de verkeerde locatie lagen. Zeven winkels gingen verder als Euronics. De zelfstandige winkel te Veen maakte de overstap naar de formule van Electro World onder de naam Electro World Veen. HiM Retail verkocht haar servicedienst aan De Smid Reparatie, een bedrijf van oud-eigenaar Mark van Schaijik. 50 tot 150 mensen verloren hun baan.

### Belgische filialen
Als gevolg van het faillissement werden de winkels gevestigd te Turnhout, Lommel en Geel gesloten. In het filiaal in Turnhout werd in augustus 2013 een Expert-elektronicazaak gehuisvest.

## Hofleverancier
Op 15 oktober 2003 verleende koningin Beatrix aan de Harense Smid te Haren het recht tot het voeren van het koninklijk wapen met de toevoeging 'Bij Koninklijke Beschikking Hofleverancier'. De Harense Smid mocht zich als enige in de elektrobranche hofleverancier noemen.

## Elsevier Retail Jaarprijs
In 2007 werd bij de Elsevier Retail Jaarprijs de Harense Smid verkozen tot winkelketen met de beste service in de categorie elektronica.